# Schizotricha billardi
Schizotricha billardi är en nässeldjursart som beskrevs av Bedot 1921. Schizotricha billardi ingår i släktet Schizotricha och familjen Halopterididae. Inga underarter finns listade i Catalogue of Life.